# 14. julij
14. julij je 195. dan leta (196. v prestopnih letih) v gregorijanskem koledarju. Ostaja še 170 dni.

## Dogodki
- 1223 – Ludvik VIII. postane francoski kralj
- 1471 – Šelonska bitka med Moskovsko veliko kneževino in Novgorodsko republiko
- 1789 – z zavzetjem trdnjave Bastilja se začne francoska revolucija
- 1791 – po nemirih je Joseph Priestley, angleški podpornik francoske revolucije izgnan iz Birminghama
- 1798 – v ZDA sprejet zakon, ki prepoveduje negativne izjave o oblasti
- 1865 – odprava na čelu z Edwardom Whymperjem se kot prva povzpne na Matterhorn
- 1867 – Alfred Nobel v Redhillu predstavi uporabo dinamita
- 1889 – ustanovljena druga internacionala
- 1933 – v Nemčiji prepovedane vse politične stranke z izjemo nacistične
- 1943 – francoski Antili se pridružijo Svobodni Franciji
- 1951 – v Joplinu (Missouri, ZDA) odkrijejo spomenik Georgu Washingtonu Carverju, kar je prvi spomenik Afroameričanu
- 1958 – v Iraku strmoglavljena monarhija, predsednik postane Abdul Karim Kassem
- 1959 – ZDA splovijo križarko Long Beach, prvo ladjo na jedrski pogon
- 1961 – papež Janez XXIII. objavo okrožnico Mater et Magistra z razpravo o razlikah med bogatimi in revnimi
- 1965 – Mariner 4 preleti Mars in posname prve bližnje slike drugega planeta
- 1966 – Richard Speck ubije 8 študentk zdravstvene nege v Chicagu
- 2002 – neuspešen poskus atentata na francoskega predsednika Jacquesa Chiraca
- 2015 – po devetih letih potovanja vesoljska sonda New Horizons doseže Pluton
- 2024 – neuspešen poskus atentata na nekdanjega ameriškega predsednika Donalda Trumpa

## Rojstva
- 1294 – Obizzo III. d’Este, italijanski plemič, markiz Ferrare († 1352)
- 1454 – Angelo Poliziano, italijanski humanist in pesnik († 1494)
- 1602 – Jules Mazarin, francoski kardinal, državnik italijanskega rodu († 1661)
- 1743 – William Paley, angleški filozof in teolog († 1805)
- 1816 – Arthur de Gobineau, francoski aristokrat in rasni teoretik († 1882)
- 1848 – Bernard Bosanquet, britanski filozof († 1923)
- 1858 – Emmeline Pankhurst, angleška sufražetka († 1928)
- 1860 – Owen Wister, ameriški pisatelj († 1938)
- 1862 – Gustav Klimt, avstrijski slikar († 1918)
- 1868 – Gertrude Margaret Lowthian Bell, angleška arheologinja, pisateljica, vohunka († 1926)
- 1889 – Ante Pavelić, hrvaški ustaški voditelj († 1959)
- 1904 – Isaac Bashevis Singer, ameriški pisatelj judovskega rodu, nobelovec 1978 (alternativni datum rojstva je tudi 21. novembra 1902) († 1991)
- 1912 – Mira Mihelič, slovenska pisateljica († 1985)
- 1912 – Woodrow Wilson Guthrie, ameriški glasbenik († 1967)
- 1912 – Herman Northrop Frye, kanadski književni kritik († 1991)
- 1913 – Gerald Rudolph Ford, ameriški predsednik († 2006)
- 1918 – Ingmar Bergman, švedski gledališki in filmski režiser († 2007)
- 1918 – Arthur Laurents, ameriški libretist, gledališki režiser († 2011)
- 1938 – Jerry Rubin, ameriški socialni aktivist († 1994)
- 1939 – George Edgar Slusser, ameriški pisatelj († 2014)
- 1941 – Maulana Karenga, ameriški pisatelj, aktivist
- 1977 – Viktorija, švedska prestolonaslednica

## Smrti
- 1223 – Filip II., francoski kralj (* 1165)
- 1242 – Hodžo Jasutoki, japonski regent, de facto vladar Japonske (* 1183)
- 1393 – Ibn Radžab, islamski teolog in pravnik, šola hanbali (* 1335)
- 1742 – Richard Bentley, angleški anglikanski teolog, klasični učenjak, filolog, filozof in kritik (* 1662)
- 1795 – Anton Tomaž Linhart, slovenski pesnik, dramatik, zgodovinar (* 1756)
- 1816 – Francisco de Miranda, venezuelski revolucionar (* 1750)
- 1817 – Madame de Staël, francoska pisateljica (* 1766)
- 1881 – Billy the Kid, ameriški razbojnik (* 1860)
- 1905 – Janez Trdina, slovenski pisatelj (* 1830)
- 1907 – William Henry Perkin, angleški kemik (* 1838)
- 1910 – Marius Petipa, francosko-ruski plesalec, koreograf (* 1818)
- 1920 – Heinrich Friedjung, avstrijski zgodovinar (* 1851)
- 1939 – Alfons Maria Mucha, češki slikar (* 1860)
- 1950 – sir Apirana Turupa Ngata, novozelandski voditelj Maorov (* 1874)
- 1954 – Jacinto Benavente y Martinez, španski dramatik, nobelovec 1922 (* 1866)
- 1959 – Charles Adrien Wettach - Grock, švicarski klovn (* 1880)
- 1965 – Adlai Ewing Stevenson II., ameriški politik, diplomat (* 1900)
- 1967 – Alojz Gradnik, slovenski pesnik, prevajalec (* 1882)
- 1998 – Richard McDonald, ameriški poslovnež (* 1909)
- 2002 – Joaquín Antonio Balaguer Ricardo, predsednik Dominikanske republike (* 1906)
- 2003 – André Claveau, francoski pevec (* 1915)
- 2013 – Dennis Burkley, ameriški filmski in televizijski igralec (* 1945)

## Prazniki in obredi
- Francija – dan Bastilje
- Irak – narodni dan, dan stranke Baas
- Kiribati – dan neodvisnosti, 3. dan
- Švedska – dan princese Viktorije